# 二川テレビ中継局

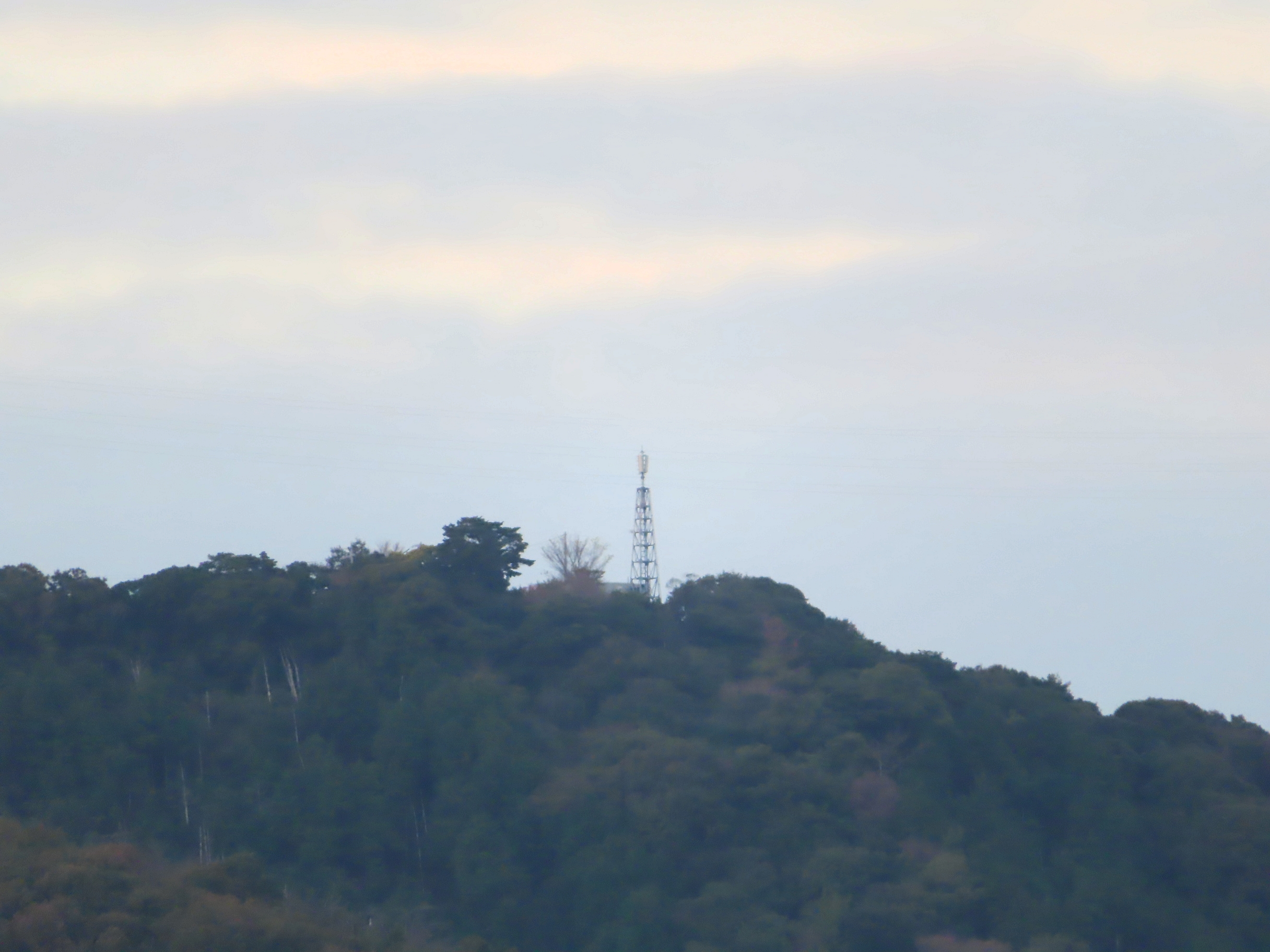
施設外観

二川テレビ中継局（ふたがわテレビちゅうけいきょく）は、愛知県豊橋市に置かれているテレビ中継局。

## 中継局概要

### デジタルテレビ放送
| リモコン 番号 | 放送局名             | チャンネル 番号 | 空中線 電力 | ERP   | 偏波面   | 放送対象 地域 | 放送区域 内世帯数 | 運用開始日      |
| ------------- | -------------------- | --------------- | ----------- | ----- | -------- | ------------- | ----------------- | --------------- |
| 1             | THK 東海テレビ放送   | 15              | 300mW       | 1.25W | 水平偏波 | 中京広域圏    | 約11,800世帯      | 2008年 12月16日 |
| 2             | NHK 名古屋教育       | 24              | 300mW       | 1.25W | 水平偏波 | 全国          | 約11,800世帯      | 2008年 12月16日 |
| 3             | NHK 名古屋総合       | 29              | 300mW       | 1.25W | 水平偏波 | 愛知県        | 約11,800世帯      | 2008年 12月16日 |
| 4             | CTV 中京テレビ放送   | 17              | 300mW       | 1.25W | 水平偏波 | 中京広域圏    | 約11,800世帯      | 2008年 12月16日 |
| 5             | CBC CBCテレビ        | 16              | 300mW       | 1.25W | 水平偏波 | 中京広域圏    | 約11,800世帯      | 2008年 12月16日 |
| 6             | NBN 名古屋テレビ放送 | 14              | 300mW       | 1.25W | 水平偏波 | 中京広域圏    | 約11,800世帯      | 2008年 12月16日 |
| 10            | TVA テレビ愛知       | 26              | 300mW       | 1.25W | 水平偏波 | 愛知県        | 約11,800世帯      | 2008年 12月16日 |

- 所在地： 豊橋市雲谷町（雲谷山）[1][2][3]
- 放送区域： 豊橋市の一部（雲谷山・岩屋山が陰になる豊橋中継局からの電波が届きにくい東部地区）[2][3]
- 2008年10月29日に予備免許が交付され[2]、11月11日に試験放送を開始。12月12日に本免許が交付され[3]、12月16日に本放送を開始した[1][4]。

### アナログテレビ放送
| チャンネル 番号 | 放送局名             | 空中線 電力       | ERP                 | 偏波面   | 放送対象 地域 | 放送区域 内世帯数 | 運用開始日      |
| --------------- | -------------------- | ----------------- | ------------------- | -------- | ------------- | ----------------- | --------------- |
| 37              | TVA テレビ愛知       | 映像3W/ 音声750mW | 映像17W/ 音声4.3W   | 水平偏波 | 愛知県        | -                 | 1985年 9月27日  |
| 39              | CTV 中京テレビ放送   | 映像3W/ 音声750mW | 映像17W/ 音声4.3W   | 水平偏波 | 中京広域圏    | -                 | 1977年 11月10日 |
| 41              | NBN 名古屋テレビ放送 | 映像3W/ 音声750mW | 映像17W/ 音声4.3W   | 水平偏波 | 中京広域圏    | -                 | 1977年 11月10日 |
| 43              | THK 東海テレビ放送   | 映像3W/ 音声750mW | 映像17W/ 音声4.3W   | 水平偏波 | 中京広域圏    | -                 | 1977年 11月10日 |
| 45              | CBC 中部日本放送     | 映像3W/ 音声750mW | 映像17W/ 音声4.3W   | 水平偏波 | 中京広域圏    | -                 | 1977年 11月10日 |
| 48              | NHK 名古屋教育       | 映像3W/ 音声750mW | 映像15.5W/ 音声3.9W | 水平偏波 | 全国          | -                 | 1967年 2月25日  |
| 51              | NHK 名古屋総合       | 映像3W/ 音声750mW | 映像15.5W/ 音声3.9W | 水平偏波 | 愛知県        | -                 | 1967年 2月25日  |

- 所在地： デジタルテレビ放送に同じ
- 放送区域： 豊橋市の一部（雲谷山・岩屋山が影になる豊橋中継局からの電波が届きにくい東部地区）をカバーしていた。
- 2011年7月24日をもってすべて廃止された。